# Заріччя (зупинний пункт, Львівська залізниця, Старосамбірський район)
Зарі́ччя — пасажирський залізничний зупинний пункт Львівської дирекції Львівської залізниці.
Розташований у селі Заріччя Старосамбірський район, Львівської області на лінії Самбір — Стар'ява між станціями Хирів (3 км) та Стар'ява (5 км).
Станом на травень 2019 року щодня одна пара дизель-потягів прямує за напрямком Самбір — Стар'ява.